# Rue Gustave-Delory
La rue Gustave-Delory est une rue de Lille, dans le Nord, en France. 

## Situation et accès
Elle est située dans le quartier de Lille-Centre.

## Origine du nom
Elle rend honneur à Gustave Delory ancien maire de Lille mort en 1925.

## Historique
La « rue Gustave-Delory » a été constituée en 1926 par la réunion de trois rues :
- la « rue Sainte-Nicaise » qui reliait la rue des Capucins, actuelle rue Édouard-Delesalle, à la rue Pierre-Mauroy (anciennement rue de Paris) ;
- la « rue du Ban-de-Wedde », entre la rue de Paris et la rue Saint-Sauveur, en référence au marché à la wedde, plante tinctoriale utilisée par les drapiers, qui s'y tenait ;
- et de la « rue de Fives » qui débouchait sur la porte de Fives supprimée en 1922. La rue de Fives était le tracé de l'une des voies les plus anciennes de la ville, celui de la route de Tournai mentionnée au XIe siècle[1]. Cette rue était une des trois principales de l'ancien quartier Saint-Sauveur.

La voie a été profondément remaniée et élargie lors de la destruction du quartier dans les années 1960.
Côté pair, entre les numéros 32 à 68, sur le tracé de l'ancienne rue du Ban de Weddes quelques bâtiments anciens ont toutefois été préservés.

## Bâtiments remarquables et lieux de mémoire
La rue comprend plusieurs bâtiments protégés au titre des monuments historiques.
- L'immeuble au no 50 rue Gustave-Delory[4] ;
- L'immeuble au no 58 rue Gustave-Delory[5].

Le passage voûté de la Cour des Brigittines, daté de 1673, donne également sur la rue, au numéro no 60. Il permet d'accéder à la rue des Brigittines qui abrite les derniers vestiges d'un couvent dont l'essentiel a été détruit par un incendie lors du siège autrichien de 1792.
La Cité administrative de Lille se trouve au no 175 de la rue, à l'intersection avec les rues Javary et Paul-Duez.

## Annexe